# Авъл Манлий Вулзон Капитолин
Вижте пояснителната страница за други личности с името Авъл Манлий Вулзон.
Авъл Манлий Вулзон Капитолин (на латински: Aulus Manlius Vulso Capitolinus) e политик на Римската република.

## Биография
Произлиза от фамилията Манлии и е син на децемвир Авъл Манлий Вулзон.
През 405, 402 и 397 пр.н.е. той е консулски военен трибун. През 394 пр.н.е. е посланик в Делфи.